# Lisa Tjalve

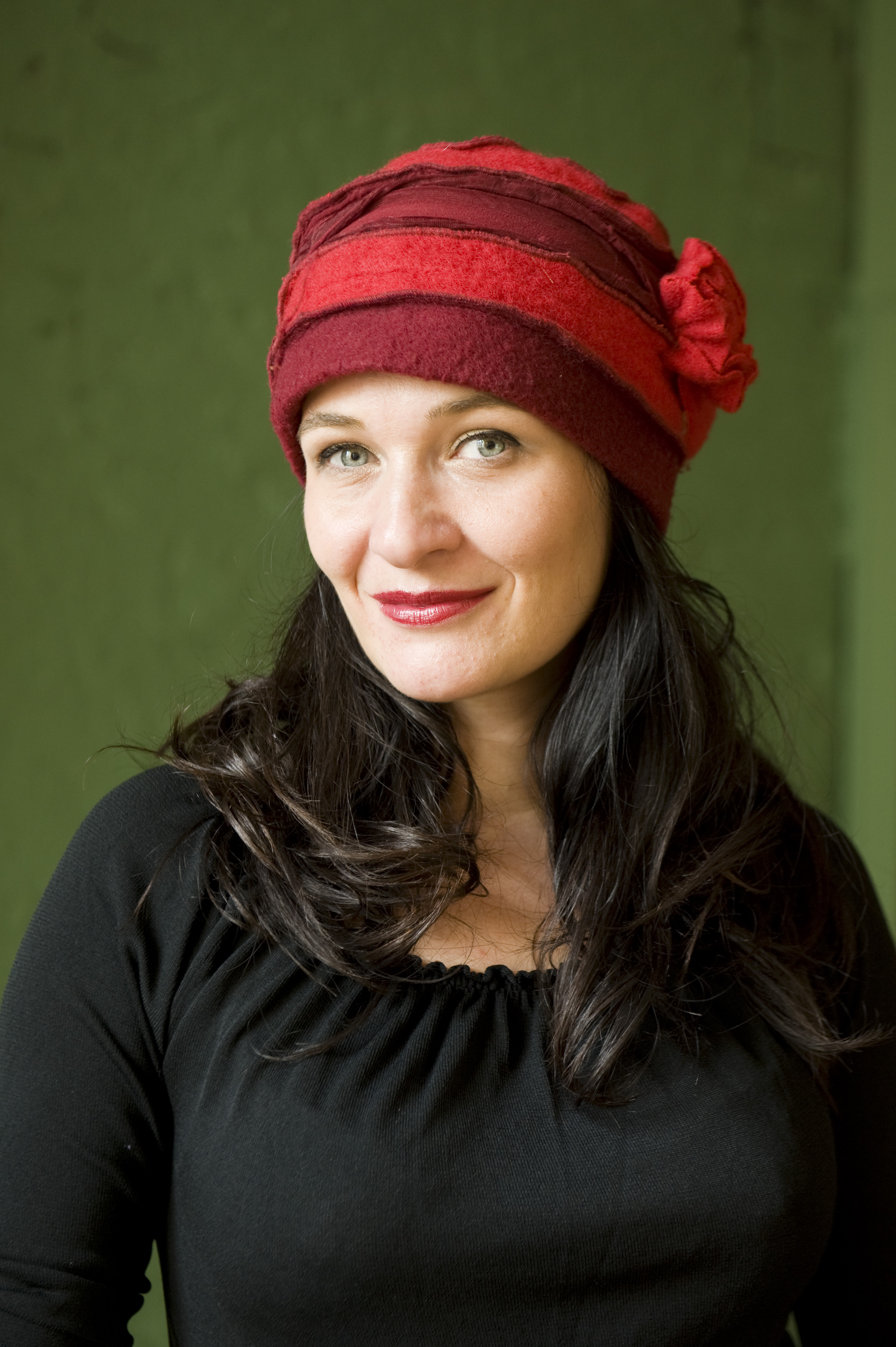
Lisa Tjalve im Juni 2011

Lisa Tjalve (* 24. Oktober 1974 in Kopenhagen) ist eine dänische Opernsängerin (Sopran).

## Leben
Lisa Tjalve ist in Kopenhagen aufgewachsen. Ihre Begabung für den Gesang wurde früh von dem dänischen Dirigenten Tage Mortensen entdeckt. Zwischen 1985 und 1991 sang sie unter seiner Leitung als Solistin in zahlreichen Konzerten, Fernsehübertragungen und bei CD-Produktionen mit den Orchestern des Dänischen Rundfunks. Im Jahr 1993 absolvierte sie zunächst eine private Schauspielausbildung beim Königlich Dänischen Schauspieler Søren Weiss.
Im Sommer 2000 schloss sie ihr Diplom an der Hochschule für Musik und Tanz Köln mit Auszeichnung ab. 2003 folgte ihr Konzertexamen in der „Solistenklasse“ am Königlich Dänischen Musikkonservatorium in Kopenhagen. In ersten Engagements sang die Sopranistin am Stadttheater Pforzheim, am Teatro Vipiteno in Sterzing sowie am Hebbel-Theater mit der Zeitgenössischen Oper Berlin.
Bereits während ihres Studiums wurde die Sängerin als festes Ensemblemitglied am Theater Lübeck engagiert (2001–2003), wo sie wichtige Fachpartien wie u. a. Despina aus Così fan tutte, Lauretta aus Gianni Schicchi, Rosina aus Der Barbier von Sevilla, Sophie aus Der Rosenkavalier und Valencienne aus Die lustige Witwe sang. Auch die exponierten Koloraturrollen wie Agnes in Die Schule der Frauen von Rolf Liebermann und Zémire aus Zémire et Azor von André-Ernest-Modeste Grétry gehörten zu ihrem Lübecker Repertoire. Jürgen Kesting, ein deutscher Opernkritiker, schrieb in der Frankfurter Allgemeinen Zeitung, dass Lisa Tjalve der „Zémire mit blitzsauberen Koloraturen und feinen dynamischen Nuancen ebenso gerecht wurde wie der Anmut der Erscheinung einer wirklichen Belle“. 2003 verließ die Sängerin ihre Anstellung als festes Ensemblemitglied des Theaters Lübeck auf eigenen Wunsch, blieb aber diesem Theater weiterhin als Gast verbunden. Weitere Repertoirerollen waren Calisto aus La Calisto, Iphise aus Dardanus, Maria aus West Side Story und Susanna in Le nozze di Figaro.
Lisa Tjalve konzertierte nachfolgend als Solistin u. a. mit Lieblingswerken wie der Carmina Burana von Carl Orff, dem Stabat mater von Giovanni Battista Pergolesi, dem Messias von Georg Friedrich Händel und Die Schöpfung von Joseph Haydn und sang in Operetten- und Opernaufführungen in der Kölner Philharmonie, der Berliner Philharmonie, der Beethovenhalle in Bonn, der Henry Crown Symphony Hall in Jerusalem, der Harmonie in Heilbronn, der Musik- und Kongreßhalle Lübeck, der Liederhalle Stuttgart, dem Konzertsaal des Dänischen Rundfunks und auf der Bühne der Osterfestspiele Salzburg. Hier begegnete sie Dirigenten wie Claudio Abbado, Marcus Creed, Helmuth Froschauer, Konrad Junghänel und Uri Segal sowie den Regisseuren Calixto Bieito, Michael Hampe, Anthony Pilavachi und Peter Stein und arbeitete u. a. mit den Berliner Philharmonikern, dem Orchester der Komischen Oper Berlin, dem Jerusalem Symphony Orchestra, dem WDR Sinfonieorchester, den Lübecker Philharmonikern und den Orchestern des dänischen Rundfunks zusammen.
2005 traf ihre Darstellung als wahnsinnige Cecil in Hosekræmmeren von Svend S. Schulz an der Fynske Oper in Dänemark auf Lob. So schrieb der Opernsänger und Kritiker Ulrich Cold in der dänischen Zeitung Børsen von einer Sängerin auf „himmelhoch künstlerischem Niveau“, die „Stimme, Aussehen, Technik und Spielfreude in großem Stil“ besitzt. 2006 gründete sie das Trio Bel Canto zusammen mit dem dänischen Tenor David Danholt und dem Pianisten Ulrich Stærk. In der Spielzeit 2006/2007 sang sie die Rolle der Calisto in der wiederentdeckten Händeloper Giove in Argo an der Markgräflichen Oper Bayreuth mit dem Orchester Concert Royal und gab ihr Debüt als Pinocchio in der gleichnamigen Oper des Komponisten Pierangelo Valtinoni in der deutschen Uraufführung an der Komischen Oper Berlin. 2007 wurde sie in der bekannten dänischen Zeitung B.T. als „die neue Opernhoffnung Dänemarks“ bezeichnet.
Auf Tournée mit dem Musikdramatisk Theater Dänemark war Lisa Tjalve ebenfalls 2008 und 2011 als Musette in La Bohème zu hören. 2009 wurde sie erneut eingeladen, die Hauptrolle in der Oper Pinocchio an der Komischen Oper Berlin zu singen, gleichzeitig gestaltete sie dort auch die Melissa in Calixto Bieitos Inszenierung von Christoph Willibald Glucks Oper Armide. Danach folgte die Mater Gloriosa in Gustav Mahlers „Sinfonie der Tausend“, seiner 8. Sinfonie in der Kölner Philharmonie, u. a. zusammen mit Janice Dixon und dem Dirigenten Heinz-Walter Florin.
Die Sängerin verbindet eine enge Zusammenarbeit mit dem Heilbronner Symphonieorchester und seinem Dirigenten Peter Braschkat sowie gemeinsame Aufführungen mit ihrem Mann Marc Lingk in „Elektronisches Glück“. Sie ist seit mehreren Jahren Gast an der Alten Oper in Erfurt, wo sie die jährlichen Galakonzerte u. a. zusammen mit Gunther Emmerlich und Reinar Süss gestaltet. 2009/2010 war sie außerdem mit den Berliner Grammophonikern und dem Berliner Operetten-Star Heiko Reissig auf Tournee, Auftritte erfolgten u. a. in der Philharmonie Berlin. Seit 2010 arbeitet sie regelmäßig mit der Zeitgenössischen Oper Berlin zusammen. So sang sie in 2011 u. a. Morton Feldmans „I met Heine on the Rue Fürstenberg“ in dem gleichnamigen Film von der Zeitgenössischen Oper Berlin, in der sie auch ansonsten eine tragende Rolle spielt. 2012 sang sie die Hauptrolle „Die Fremde“ in der Uraufführung von Sidney Corbetts Oper Europa, ebenfalls in einer Zusammenarbeit mit der Zeitgenössischen Oper Berlin.

## Preise
Lisa Tjalve ist Preisträgerin mehrerer internationaler Gesangswettbewerbe. So gewann sie 2007 den ersten Preis im Fach Operette, den „Renate-Holm-Operetten-Preis“ beim Paul-Lincke-Gesangswettbewerb, der in Verbindung mit den Elblandfestspielen Wittenberge steht. Zusätzlich gewann sie den „Engagementspreis“ der Elblandfestspiele, wo sie zusammen mit der Operetten-Legende Johannes Heesters auftrat und den „Emmerich Kálmán-Preis“ erhielt. Die Preisübergabe wurde im deutschen Fernsehen (RBB) übertragen. Im selben Jahr wurde sie Semi-Finalistin im „D’Art lyrique“- Gesangswettbewerb mit Barbara Hendricks als Vorsitzender der Jury. 2008 wurde sie mit der Gottlob-Frick-Ehrenmedaille ausgezeichnet, gemeinsam mit den namhaften Kammersängerinnen und -sängern Renate Holm, Heinz Holecek, Gwyneth Jones, Heinz Hagenau, Andrzej Saciuk und Peter Runge sowie dem österreichischen Opernmoderator Peter Dusek vom ORF.

## Künstlerische Charakteristika
Lisa Tjalve ist sowohl als Opern- und Operettensängerin wie auch als Lied- und Improvisationssängerin zu hören. Tjalve sprang des Öfteren sehr kurzfristig für eine Rolle ein, wie im Jahr 2006 an der Komischen Oper Berlin in der Titelrolle der Oper Pinocchio.
Mit dem von ihr gegründeten Trio Bel Canto inszeniert und gestaltet sie Opern- und Operetten-Abende in Berlin und in Kopenhagen. Die Sängerin lebt seit 1993 in Berlin.

## CD-Einspielungen
- 2007: Solo-Album Lisa Tjalve, Lyric & Coloratura Arias Live, with piano; Label: Bross-Art- & Danacord Records
- 2006: Giove in Argo, Oper von Händel, mit dem Orchester Concert Royal; Label: Cantate Musicaphon Records (Ersteinspielung)
- 2000: Die Schöpfung von Haydn, mit dem Neurheinishen Kammerorchester Köln; Label: Schumacher Musics Handmade
- 1998: Sphärenmusik, Kompositionen von Donatus Haus und Karlheinz Stockhausen; Label: Miadia Musik